# フーゴ・カウン
フーゴー・ヴィルヘルム・ルートヴィヒ・カウン（ドイツ語: Hugo Wilhelm Ludwig Kaun, 1863年3月21日 ベルリン – 1932年4月2日 ベルリン）はドイツの作曲家・指揮者・音楽教師。

## 経歴
1863年、ベルリン生まれ。ベルリンで音楽の修行を終えると1886年渡米し、ドイツ系コミュニティであったミルウォーキーに落ち着いた。地方の合唱指揮者としてミルウォーキー・リーダークランツやミルウォーキー男声合唱団を率いて活動し、同市の音楽界でも知られる人物となっていった。ヴィルヘルム・ミデルシュルテらとともに音楽学校でも教鞭を執った。
20世紀の幕明けと同じ時期にドイツに帰国し、ベルリンで教職に就いた。外国から有利な条件で招聘の話が相次いだにもかかわらず、ベルリンから離れる気にはならなかった。1912年にはプロイセン芸術アカデミー会員に任命された。波瀾万丈の生涯を自叙伝『わが生涯より Aus meinem Leben 』にまとめている。

## 家族・親族
- 長男：ベルンハルトはハリウッドで映画音楽の作曲家になった。

## 作曲作品について
カウンはロマン派音楽様式によって、交響曲・交響詩・オルガン曲・ピアノ曲など多岐にわたるジャンルで作曲した。

## 主要作品一覧

### 交響曲
- 第3番 ホ短調  作品96

### 協奏曲
- ピアノ協奏曲 ハ短調  作品115

### その他の管弦楽曲
- Märkische Suite  作品92
- 交響詩《サー・ジョン・ファルスタッフ》 Sir John Falstaff   作品60

### 室内楽曲
- 八重奏曲  作品34
- ピアノ三重奏曲 第2番  作品58

### オルガン曲
- コラール前奏曲   作品89

### ピアノ曲
- ユモレスク Humoresques  作品79

### 歌劇
- 異邦人 Der Fremde
- メナンドラ Menandra
- 敬虔主義者、またはオリヴァー・ブラウン Der Pietist oder "Oliver Brown")

### 舞台作品
- 劇付随音楽《サッフォー》 Sappho